# Tennis op de Middellandse Zeespelen 2005
Tennis is een van de sporten die beoefend werden tijdens de Middellandse Zeespelen 2005 in Almería, Spanje. Er waren vier onderdelen: twee voor mannen, twee voor vrouwen.

## Uitslagen

#### Mannen
| Event      | Goud                                      | Zilver                                  | Brons                           |
| ---------- | ----------------------------------------- | --------------------------------------- | ------------------------------- |
| Enkelspel  | Nicolás Almagro                           | Guillermo García López                  | Simone Bolelli                  |
| Dubbelspel | Guillermo García López en Nicolás Almagro | Lamine Ouahab en Slimane Mokrane Saoudi | Bostjan Osabnik en Greta Zemlja |

#### Vrouwen
| Event      | Goud                                     | Zilver                    | Brons                                |
| ---------- | ---------------------------------------- | ------------------------- | ------------------------------------ |
| Enkelspel  | Laura Pous Tió                           | Nuria Llagostera Vives    | Matea Mezak                          |
| Dubbelspel | Nuria Llagostera Vives en Laura Pous Tió | Ana Vrljić en Matea Mezak | Stefania Chieppa en Verdiana Verardi |

## Medaillespiegel
| Plaats | Land     | Goud | Zilver | Brons | Totaal |
| 1      | Spanje   | 4    | 2      | 0     | 6      |
| 2      | Kroatië  | 0    | 1      | 1     | 2      |
| 3      | Algerije | 0    | 1      | 0     | 1      |
| 4      | Italië   | 0    | 0      | 2     | 2      |
| 5      | Slovenië | 0    | 0      | 1     | 1      |
| Totaal | Totaal   | 4    | 4      | 4     | 12     |

1963 · 1967 · 1971 · 1975 · 1979 · 1983 · 1987 · 1991 · 1993 · 1997 · 2001 · 2005 · 2009 · 2013 · 2018 · 2022
Atletiek · Basketbal · Bocce · Boksen · Boogschieten · Gewichtheffen · Golf · Gymnastiek · Handbal · Judo · Kanovaren · Karate · Paardensport · Roeien · Schermen · Schietsport · Tafeltennis · Tennis · Voetbal · Volleybal · Waterpolo · Wielersport · Worstelen · Zeilen · Zwemmen